# Филипп (диадох)
Филипп (др.-греч. Φιλιππoς; казнён в 318 до н. э.) — македонский военачальник, сатрап Согдианы, а затем Парфии.

Карта деления империи Ахеменидов на сатрапии

## Биография
По всей видимости, Филипп участвовал в походе Александра Македонского в Персию. Однако в македонской армии было ещё несколько военачальников с таким именем.
Филипп получил от Александра Македонского в 327 году до н. э. в управление Согдиану. После смерти царя в 323 году до н. э. Филипп, как и большинство сатрапов, сохранил свою власть. Однако после нового раздела провинций в Трипарадисе в 321 году до н. э. Согдиана была передана Стасанору, а Филиппу была отдана Парфия.
В 318 году до н. э. правитель Мидии Пифон, стремясь установить контроль над всеми верхними сатрапиями, захватил Парфию и отдал её своему брату Эвдаму. Филипп же был казнён.
Опасаясь дальнейшего усиления Пифона, правители соседних сатрапий объединились и разгромили войска Пифона, изгнав их из Парфии.